# Rabble Rouser
Rabble Rouser è un singolo del gruppo musicale britannico Enter Shikari, pubblicato il 12 settembre 2017 come secondo estratto dal quinto album in studio The Spark.

## Descrizione
Come il precedente singolo Live Outside, anche Rabble Rouser è stata mandata in onda in anteprima da Annie Mac su BBC Radio 1, per poi essere pubblicata su Spotify e il giorno dopo nei principali negozi di musica online. Parlando del brano, che tratta temi già presenti in altri brani degli Enter Shikari come Warm Smiles Do Not Make You Welcome Here e Radiate, il cantante Rou Reynolds ha detto: «Metterei "Incitatore delle folle" [Rabble Rouser] come descrizione del mio mestiere: raccogliere insieme le persone e renderle tumultuose ed energiche». Sempre secondo Reynolds, la canzone contiene tutti i generi che è «stato fortunato a trovare nel corso della carriera», come jungle, UK garage, grime e dubstep. Riguardo al testo, Reynolds vuole esprimere la sua frustrazione riguardo alle scene musicali «stagnanti» e ai gruppi che suonano «la stessa non ispirata, banale e riciclata spazzatura», utilizzando come esempio gli artisti solitamente presenti ai Warped Tour, e definisce la canzone lontana dall'essere vicina a pensieri filosofici o profondi ma di essere piuttosto votata all'emozionale e appassionata severità.

## Video musicale
Il video ufficiale del brano è stato pubblicato sul canale YouTube degli Enter Shikari il 13 settembre 2017 e mostra, similmente a quello di Warm Smiles Do Not Make You Welcome Here, i membri degli Enter Shikari venire copiati all'interno di un laboratorio in dei cloni inespressivi per poi essere eliminati. Come quello di Live Outside, anche questo video è stato diretto da Bob Gallagher.

## Tracce
Testi di Rou Reynolds, musiche degli Enter Shikari.
Versione standard
1. Rabble Rouser (Edit) – 3:16

Versione remix (Dan Le Sac)
1. Rabble Rouser (Dan Le Sac Remix) – 5:38

Versione remix (Shikari Sound System)
1. Rabble Rouser (Shikari Sound System Remix) – 3:27

## Formazione
Enter Shikari
- Rou Reynolds – voce, tastiera, programmazione
- Rory Clewlow – chitarra, voce secondaria
- Chris Batten – basso, voce secondaria
- Rob Rolfe – batteria, percussioni

Altri musicisti
- David Kosten – tastiera e programmazione aggiuntive

## Classifiche
| Classifica (2017)          | Posizione massima |
| -------------------------- | ----------------- |
| Regno Unito (rock & metal) | 40                |